# West Liberty (Pennsylvanie)
Pour les articles homonymes, voir West Liberty.
West Liberty est un borough situé au nord-ouest de la partie centrale du comté de Butler, en Pennsylvanie, aux États-Unis,. En 2010, il comptait une population de 343 habitants.

## Démographie
Lors du recensement de 2010, le borough comptait une population de 343 habitants. Elle est estimée, en 2019, à 354 habitants.

### Source de la traduction
- (en) Cet article est partiellement ou en totalité issu de l’article de Wikipédia en anglais intitulé « West Liberty, Pennsylvania » (voir la liste des auteurs).